# Goodeyus goodeyi
Goodeyus goodeyi är en rundmaskart. Goodeyus goodeyi ingår i släktet Goodeyus och familjen Cylindrocorporidae. Inga underarter finns listade i Catalogue of Life.